# Helmold
Helmold (ur. 1125, zm. 1177) – historyk i kronikarz niemiecki z XII wieku, proboszcz z Bosau w Wagrii  .

## Życiorys
Towarzyszył jako kronikarz niemieckim wyprawom chrystianizacyjnym na Połabiu i Pomorzu Zachodnim. Był autorem łacińskiej kroniki o nazwie Chronica Slavorum, czyli „Kroniki Słowian”, jednego z najważniejszych źródeł opisujących wierzenia, obyczaje, kulturę, organizację społeczną i życie codzienne Słowian z okresu przed przyjęciem przez nich chrześcijaństwa – niezastąpione źródło wiedzy dotyczące stosunków społeczno-politycznych w XII wieku na ziemiach Obodrytów i Wieletów (dzisiejsza Meklemburgia w Niemczech). W jego kronikach Bóg stał zawsze po stronie niemieckiej  .
Helmold rozpoczął pisanie swojego dzieła za namową swojego nauczyciela i protektora Gerolda, który w 1149 objął biskupstwo w Oldenburgu w Holsztynie, które przeniesione zostało w 1160 do Lubeki